# Early Man: Tare ca piatra
Early Man: Tare ca piatra (titlu original: Early Man) este un film de animație și comedie din anul 2018 produs de studioul Aardman Animations. A fost regizat de Nick Park. Vocile au fost asigurate de Tom Hiddleston, Eddie Redmayne, Maisie Williams, Miriam Margolyes, Richard Ayoade și Timothy Spall.

## Distribuție
- Eddie Redmayne - Dug
- Tom Hiddleston - Lord Nooth
- Maisie Williams - Goona
- Timothy Spall - Chief Bobnar
- Miriam Margolyes - Queen Oofeefa
- Kayvan Novak - Dino
- Rob Brydon - Brian și Bryan
- Richard Ayoade - Treebor
- Selina Griffiths - Magma
- Johnny Vegas - Asbo
- Mark Williams - Barry
- Gina Yashere - Gravelle
- Richard Webber - Grubup
- Simon Greenall - Eemak
- Nick Park - Hognob